# غودلون (سادات محمودي)
غودلون (بالفارسية: گودلون) هي قرية تقع في إيران في قسم سادات محمودي الريفي. يقدر عدد سكانها بـ 25 نسمة بحسب إحصاء 2016.